# Újezdec
Újezdec este o arie protejată (arie specială de conservare — SAC, sit de importanță comunitară — SCI) din Republica Cehă întinsă pe o suprafață de 98,55 ha, integral pe uscat.

## Localizare
Centrul sitului Újezdec este situat la coordonatele 49°29′38″N 13°49′07″E / 49.493889°N 13.818611°E.

## Înființare
Situl Újezdec a fost declarat sit de importanță comunitară în aprilie 2005 pentru a proteja 1 specie de animale. Situl a fost protejat și ca arie specială de conservare în ianuarie 2014.

## Biodiversitate
Situată în ecoregiunea continentală, aria protejată nu include niciun habitat protejat.
La baza desemnării sitului se află o specie protejată de  amfibieni: buhai de baltă cu burta roșie (Bombina bombina).